# Dražen Besek
Dražen Besek (Varaždin, 10. ožujka 1963.) bivši je hrvatski nogometaš, danas nogometni trener.
Igračku karijeru započeo je u varaždinskom Varteksu. Poslije je igrao za ljubljansku Olimpiju, zagrebački Dinamo, a od europskih klubova za francuski Stade de Vallauris, danski Ikast i austrijski Salzburg. Pred kraj igračke karijere vratio se u Varteks gdje je istovremeno bio i igrač i trener.
Trenirao je više hrvatskih, poljskih, slovenskih i kineskih nogometnih klubova.
Dana 14. lipnja 2015. postao je trenerom NK Osijek. Pod njegovim vodstvom klub je dobro započeo sezonu 2015./16., ali uskoro su zbog lošeg igračkog kadra uslijedili loši rezultati, pa je 31. kolovoza objavljeno da je dobio otkaz, iako mnogi smatraju da krivicu za loše rezultate ne snose često mijenjani treneri, nego igrači koji godinama pokazuju nezalaganje na terenu.
U prosincu 2015. godine, Besek je postao novi trener Birkirkare s Malte.